# Politesse dans la culture japonaise
 (mai 2024).
Si vous disposez d'ouvrages ou d'articles de référence ou si vous connaissez des sites web de qualité traitant du thème abordé ici, merci de compléter l'article en donnant les références utiles à sa vérifiabilité et en les liant à la section « Notes et références ».
Les règles de politesse dans la culture japonaise sont essentiellement inspirées du shintoïsme et de la culture chinoise. Elles forment un ensemble de codes stricts dont le sens profond cède le pas sur l'importance du respect des manières.
Roland Barthes écrit ainsi : « Si je dis là-bas que la politesse est une religion, je fais entendre qu'il y a en elle quelque chose de sacré ; l'expression doit être dévoyée de façon à suggérer que la religion n'est là-bas qu'une politesse, ou mieux encore : que la religion a été remplacée par la politesse. »
Au Japon, le terme général reigi (礼儀) est employé pour signifier « politesse, courtoisie, étiquette ».

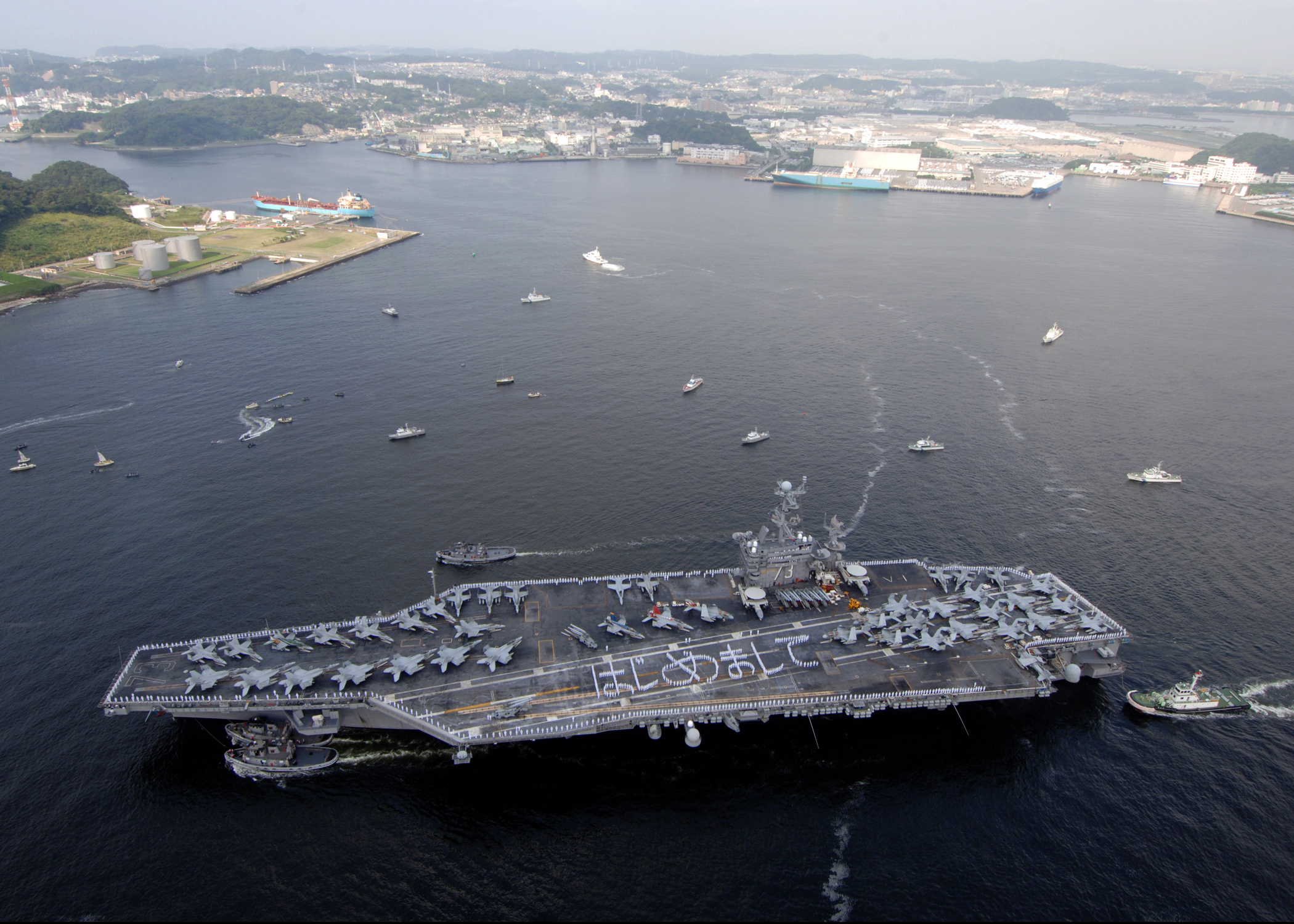
Arrivée du porte-avions le 25 septembre 2008 à la base navale de Yokosuka. L'équipage forme la phrase Hajimemashite (« Ravis de vous rencontrer ») en japonais sur le pont d'envol.

## Les salutations
Le salut par inclinaison (お辞儀, o-jigi) est probablement l'attribut de l'étiquette japonaise qui est le plus connu hors des frontières du Japon (le o est honorifique mais ne peut pas être enlevé pour ce mot).
Il est considéré comme extrêmement important au Japon, et bien que les enfants commencent à apprendre le salut à un très jeune âge, son importance est telle que les sociétés font habituellement suivre à leurs salariés des entraînements pour saluer correctement.
Les saluts simples sont exécutés avec le dos droit et les mains sur les côtés (pour les garçons et les hommes) ou plaquées sur les genoux (pour les filles et les femmes), le regard baissé. C'est un mouvement qui part de la taille. Généralement, plus il est long et bas, plus l'émotion et le respect exprimés sont grands.
Il existe trois types principaux : informels, formels et très formels. Ils sont respectivement appelés eshaku (会釈), keirei (敬礼) et saikeirei (最敬礼).
Pour les premiers, il suffit d'exécuter un angle de 15 degrés avec le buste. Les saluts formels nécessitent un angle de 45 degrés. Enfin, les saluts très formels sont plus bas, à 90 degrés, notamment pour les cérémonies bouddhistes ou shintô.
Le protocole associé au salut inclut la durée du mouvement. Lorsque les Japonais s'inclinent, ils inspirent, expirent, puis inspirent à nouveau. Une fois la tête relevée, on regarde l'autre personne avant d'expirer. Plus simplement, on peut compter jusqu'à trois.
D'une manière générale, un subalterne salue plus longtemps, plus profondément et plus fréquemment qu'un supérieur. Ce dernier s'adressant à quelqu'un hiérarchiquement inférieur baissera seulement la tête légèrement, alors que d'autres peuvent ne pas saluer du tout et le subalterne inclinera alors légèrement le buste vers l'avant à partir de la taille.
Dans le cas d'un salut d'excuse, le mouvement se veut plus profond et dure plus longtemps que les autres types de salut. Ils ont tendance à se répéter durant les excuses, généralement avec le buste à environ 45 degrés avec la tête baissée et pour une durée équivalente à compter jusqu'à trois, parfois même plus long encore. La profondeur, la fréquence et la durée du salut augmentent avec la sincérité de l'excuse et la sévérité de l'offense.
Occasionnellement, pour des excuses et des supplications, les gens s'accroupissent pour montrer sa soumission absolue et son extrême regret. Cela s'appelle dogeza. Même si dogeza était autrefois considéré comme très formel, il est plus particulièrement considéré de nos jours comme du mépris envers soi-même et il est donc moins utilisé dans la vie de tous les jours. Le salut de remerciement suit les mêmes considérations. Dans des cas extrêmes de gravité, un salut à genoux est accompli ; ce salut est parfois si bas que le front touche le sol.
Pour traiter avec des étrangers, beaucoup de Japonais serreront la main. Mais depuis que beaucoup de non-Japonais sont familiers avec la coutume du salut, cela amène à combiner un salut et une poignée de main, ce qui n'est pas des plus pratiques à effectuer. Pour une telle combinaison, les saluts peuvent être associés à une poignée de main, ou exécutés avant ou après cette dernière. Habituellement, dans une certaine exiguïté, comme lors d'une combinaison de salut et de poignée de main, les gens se tournent légèrement vers un côté (à gauche le plus souvent) pour éviter de se cogner la tête.

## Politesse du langage
Le keigo (敬語, littéralement « langage du respect ») est l'ensemble du système de politesse de la langue japonaise. À la différence d'autres langues qui expriment la politesse par des moyens essentiellement lexicaux (vocabulaire), le japonais l'exprime également par des moyens grammaticaux.
La politesse en japonais se classe globalement en trois catégories :
1. Teineigo (丁寧語?), langage poli (politesse énonciative) ;
2. Sonkeigo (尊敬語?), langage du respect (politesse référentielle) ;
3. Kenjōgo (謙譲語?), langage de la modestie (politesse référentielle).

## À la maison
Les chaussures doivent être retirées lorsque l'on entre dans un bâtiment japonais disposant d'un genkan, c'est-à-dire dans la quasi-totalité des maisons, appartements et temples. Il est possible alors de porter des chaussons, sauf sur les tatamis qui doivent être foulés seulement pieds nus ou en chaussettes. Il existe également des chaussons de toilettes qui doivent être utilisés dans les toilettes japonaises.

### Hospitalité
Comme les foyers japonais sont plutôt petits, les rencontres se font traditionnellement au restaurant et dans d'autres établissements. Cependant, se retrouver à la maison n'est pas impossible, et les hôtes se montreront avec le temps souvent très accueillants.
Plus généralement, comme dans beaucoup d'autres cultures, l'invité est prioritaire. Il ou elle aura la meilleure place pour s'asseoir, recevra les meilleures nourritures et boissons, et généralement s'y rapporte[pas clair]. Les hôtes japonais déploient des efforts incroyables permettant à l'invité de se reposer. Au contraire des différentes hospitalités occidentales dans lesquelles l'hôte montre une apparence tranquille avec ses invités, ou peut encourager ceux-ci « à se sentir chez soi » ou « à faire comme chez soi ». Les Japonais, et surtout les épouses, dans le cas d'un couple homme-femme, montreront souvent une grande activité, manifestant par cet empressement le souhait de prendre en compte le bien-être des invités.

### Bain
Le bain est un élément important du quotidien au Japon. Il sert à se détendre une fois propre. On doit se laver avant d'entrer dans la baignoire ou furo. On est habituellement assis sur un petit tabouret, sur lequel on se lavera grâce à un petit robinet ou à une douche située dans la même pièce que la baignoire. Une fois savonné et frotté, on prélève de l'eau de la baignoire avec un récipient dédié pour se rincer. Entrer sans se laver dans le bain, ou s'y rincer, sont une forme d'impolitesse ressentie comme très choquante, qui a d'ailleurs conduit ponctuellement certains bains publics à interdire leur accès aux étrangers.
La baignoire traditionnelle est carrée et assez profonde pour que l'eau couvre les épaules mais demande que celui qui prend le bain s'assoie avec les genoux relevés contre la poitrine. La forme de la baignoire est plus petite et plus profonde que celle connue en Occident, avec toutefois des évolutions récentes rapprochant les deux types. Normalement, l'eau du bain est conservée pendant plusieurs jours. Elle est réchauffée avant chaque utilisation par un système intégré. Un couvercle recouvre la baignoire pour maintenir la température de l'eau lorsqu'elle n'est pas utilisée et pour éviter l'évaporation. Tout résidu corporel est enlevé de l'eau après le bain.
Dans certaines maisons possédant de petites baignoires, les membres de la famille se baignent un par un à son tour, par ordre d'ainesse (?), traditionnellement commençant par l'homme le plus vieux ou la personne la plus âgée de l'habitation (la grand-mère peut se baigner avant le père de la maison). Dans l'éventualité de la présence d'invités, ils ont la priorité[réf. nécessaire]. Dans les endroits où les baignoires sont plus grandes, il n'est pas rare pour les membres de la famille de se baigner ensemble. Par exemple, un ou les deux parents se baigneront avec les bébés et enfants en bas âge. Même lorsque ceux-ci sont plus grands, ils peuvent encore partager le bain avec un de leurs parents.
Les baignoires sont très courantes dans les maisons japonaises récentes mais il y a encore beaucoup de petits et vieux appartements en ville qui n'en sont pas pourvus, ce qui fait que l'on trouve facilement des bains publics appelés sento. Dans la plupart des cas, les bains sont séparés par sexe et les clients se baignent nus, beaucoup utilisant un petit gant pour couvrir les parties génitales, qu'il est impoli d'exposer de façon trop ostentatoire. Les hôtels, les maisons de pachinko et autres salles de jeux peuvent posséder un sento pour leurs clients.
Les clients des auberges traditionnelles japonaises, ryokan, se verront offrir un bain dans un furo, aussi bien dans un endroit municipal avec des périodes établies à l'avance ou que dans un endroit privé.
Onsen se traduit par « source chaude ». Ce sont des bains, parfois situés à l'extérieur, qui utilisent l'eau naturellement chaude (géothermie). Des onsen plus importants ont des bassins pour les hommes et pour les femmes, et les visiteurs se baignent normalement nus. De même que pour les bains à la maison, tous les clients des sento et des onsen doivent se rincer énergiquement avant d'entrer dans les bains communs. Beaucoup d'endroits n'acceptent pas les clients avec des tatouages qui sont traditionnellement tabous, faisant référence aux activités yakuzas.

### Repas
De nombreux codes sont à respecter lors des repas (surtout au restaurant ou dans un lieu public), notamment avec l'utilisation des baguettes, par exemple :
- ne jamais planter ses baguettes à la verticale dans son bol de riz ; c'est un geste utilisé avec les bâtons d'encens et réservé aux offrandes pour les morts ;
- ne jamais pointer quelqu'un avec ses baguettes pendant une conversation ;
- ne pas trier les aliments dans son plat avec ses baguettes ;
- ne pas tirer un plat vers soi avec ses baguettes ;
- ne pas lécher ni téter le bout de ses baguettes ;
- ne pas prendre un aliment de baguette à baguette pour partager. On dépose toujours la nourriture dans une assiette, et l'autre convive se servira ensuite par lui-même.

Au début du repas, la formule équivalente au « bon appétit » français est itadakimasu (いただきます), qui signifie « je reçois humblement » (non sans analogie avec un bénédicité). Toutefois, c'est la personne qui commence à manger qui prononce cette phrase. On utilise également l'expression française, japonisée en bonapeti (ボナペティ)[réf. nécessaire].
Il est très apprécié de manger un plat de riz jusqu'au dernier grain.
Il est peu poli de se servir à boire soi-même. La pratique courante est de servir son voisin (même si son verre est déjà quasiment plein) ; le voisin comprendra immédiatement qu'il est souhaitable qu'il remplisse votre verre à son tour. Donc, si l'on vous sert à boire, vérifiez bien que les verres du convive qui vous sert ne sont pas vides, et remplissez-les au besoin.
Quand une personne nous sert à boire, la politesse voudrait que le verre soit tenu de cette manière : on lui tend le verre avec la main droite, tout en le maintenant par-dessous du bout des doigts serrés de la main gauche ouverte.
En revanche, il y a des gestes à table qui paraissent normaux dans la culture japonaise et qu'on ne fait généralement pas dans la politesse occidentale :
- au restaurant, quand les nouilles sont trop chaudes, nombre de Japonais les aspirent bruyamment. Cela est considéré comme une forme de politesse, le bruit témoigne des efforts pour ne pas se brûler, alors que la qualité du plat incite à le manger sans attendre ;
- de même, il n'est pas malpoli de porter un plat à sa bouche, pour, par exemple, boire le bouillon des soupes de nouilles, les rāmen.

Au restaurant, contrairement à la France où l'étiquette traditionnelle voudrait que le convive ne remercie pas le serveur et feigne de l'ignorer, il est d'usage au Japon de remercier d'une très discrète inclinaison de la tête vers l'avant, ou en tapant deux ou trois fois sur la table avec son index.
Enfin, lorsqu'on n'a pas préparé soi-même le repas ou la collation, on se lève de table ou on quitte le restaurant en annonçant Gochisōsama deshita (ごちそうさまでした, littéralement : « C'était un festin. »).

## Quitter un endroit ou y revenir
Lorsqu'on quitte un endroit familier (la maison ou le bureau par exemple), il convient de prévenir avec le neutre Itte kimasu, ou dans sa forme polie, Mairimasu (« J'y vais »). Ce à quoi l'interlocuteur répondra généralement Itte rashai (« Vas-y »).
Au retour, on préviendra de son arrivée par un Tada ima (« Juste à l'instant »), ce à quoi l'interlocuteur constatera O kaeri nasai (« Tu reviens »).

## Les cadeaux
Beaucoup de personnes demandent aux invités d'ouvrir un cadeau, mais s'ils ne le font pas, les Japonais résisteront à l'envie de demander s'ils peuvent ouvrir le cadeau. Étant donné que l'acte d'accepter un cadeau peut engendrer un sentiment d'obligation non remplie de la part du receveur, les cadeaux sont parfois refusés en fonction de la situation. De plus, un cadeau accepté avec les deux mains est une marque de politesse, le prendre avec une main (si cela n'est pas justifié) pourrait être mal vu.

### Cadeaux saisonniers
Il existe deux saisons au Japon appelées o-seibo et o-chūgen. L'une est pour l'hiver et l'autre pour l'été. Les cadeaux sont donnés à ceux avec qui il existe un lien relationnel, tout particulièrement les gens qui ont aidé le donneur de cadeau.
Il est impoli de se présenter à la maison de quelqu'un sans présent. En japonais, c'est appelé tebura (« mains vides »). Un cadeau est communément apporté dans un sac en papier (de préférence un sac du magasin où le présent a été acheté), en est sorti et posé sur celui-ci lorsqu'il est présenté à l'hôte pour le lui donner en utilisant les deux mains. Le cadeau est souvent offert dans la salle de séjour en disant Tsumaranai mono desu ga (« C'est insignifiant ») pour montrer de l'humilité. Cependant, en affaires commerciales ou dans des situations professionnelles, on doit éviter de présenter le présent en ces termes, car il indique l'insignifiance de l'objet et donc diminue la valeur du receveur. Des expressions telles que Honno o shirushi de gozai masu ga (« Cela correspond seulement à mon appréciation symbolique mais… », qui implique de la gratitude envers le receveur que le donneur ne peut complètement exprimer) satisfont bien à l'étiquette professionnelle et sociétale. Si l'hôte offre quelque chose, il est poli de faire un léger refus en disant Okizukai naku (« S'il vous plaît, n'en faites pas un problème »), mais l'invité peut accepter avec enthousiasme si l'hôte demande une seconde fois.

### Cadeaux impolis
Il est déconseillé d'offrir des cadeaux tel un réveil ou des objets qui montrent clairement les chiffres 4 et 9, ceux-ci, par leur prononciation, rappelant l'idée de mort. De la même façon, des objets représentant une partie du corps (buste ou présentoir de bague sous forme de main) sont à déconseiller car renvoyant à des corps réels amputés.

### Autres cadeaux
Une autre habitude au Japon est, pour les femmes d'offrir aux hommes du chocolat pour la Saint-Valentin. Le chocolat peut être offert à l'objet de l'affection d'une femme, ou à tout homme avec lequel la femme est en relation. Ce dernier est appelé giri-choco (« chocolat obligé »). Les hommes qui reçoivent du chocolat pour la Saint-Valentin donnent quelque chose en retour, un mois après pour le Jour Blanc.
D'une façon générale, tous les cadeaux de nourriture sont appréciés, pour peu que leur emballage soit sophistiqué.

### Souvenirs
Dans les endroits touristiques, les souvenirs (omiyage, particulièrement meibutsu) sont des affaires très lucratives. Il existe des stands de souvenirs dans les gares qui vendent des cadeaux de lointaines contrées pour ceux qui partent et ont oublié d'en acheter, ou ne veulent pas s'embarrasser à transporter un cadeau. Il existe aussi des services qui livrent des souvenirs spécifiques du Japon ou de pays étrangers pour être utilisés comme souvenirs.

## La politesse dans les affaires
Il est commun dans les commerces au Japon de disposer d'un petit plateau à côté de la caisse enregistreuse de telle manière que le client puisse y déposer l'argent plutôt que de le tendre directement à l'employé de caisse. Si cette disposition est prise, c'est un affront de ne pas considérer le plateau et au contraire de tendre la monnaie pour que l'agent de caisse le prenne à la main.
Dans le cas où le magasin accepte les paiements de la main à la main, il est nécessaire de bien suivre la règle suivante, également applicable lors d'un paiement par carte bancaire et d'autres situations sociales. L'article acheté doit être tenu avec deux mains aussi bien pour le donner que pour le recevoir.
L'application de cette règle s'explique par le fait que :
- l'objet est tenu avec précaution ;
- celui-ci nécessite cette précaution.

En tenant un article de cette façon, cela signifie que la dignité de la personne le recevant est assez importante pour que la transmission de l'objet mérite cette attention, et que l'estime envers la personne le donnant est assez haute pour justifier un tel geste. A contrario, tenir un objet sans cette précaution signifie au mieux un refus marqué d'exprimer son attention pour l'autre et au pire une intention évidemment négative.

## Dans un temple ou un sanctuaire
Lorsqu'on entre dans un temple, il est d'usage d'enlever ses chaussures. Il est parfois possible d'en mettre une paire prévue pour circuler à l'intérieur.
À l'entrée des sanctuaires shinto se trouve un point d'eau, appelé chōzuya, avec une louche servant à se laver les mains, et éventuellement à se rincer la bouche. Pour prier, on tape deux fois des mains (cela permet d'appeler le dieu). On prie en silence. S'il y a une cérémonie mortuaire, on fait comme si l'on tapait dans ses mains, mais en silence : on arrête ses paumes à quelques centimètres l'une de l'autre[réf. nécessaire].